# トマス・ハインズ
トマス・ハインズ（英:Thomas Hines、1838年10月8日 - 1898年1月23日）は、南北戦争中の南軍スパイである。ケンタッキー州バトラー郡で生まれ、初めは主にラグランジュのマソニック大学で文法の教官として働いた。南北戦争の初年に、野戦士官を務め、幾つかの襲撃を始めた。ジョン・ハント・モーガンの重要な助手となり、インディアナ州やオハイオ州を抜けたモーガンの襲撃に先立って、予行のための襲撃（ハインズの襲撃）を行った。モーガンと共に捕まった後で、オハイオ刑務所からモーガンの脱走を手配した。後に諜報活動に関わり、選んだ北部の地方で連邦政府に対する暴動を起こすよう扇動に努めた。戦争中の幾つかの場合に、ハインズはほとんど不可能と思える脱出をしなければならなかった。一度はその時に使われていたマットレスに身を隠し、またある時は俳優でリンカーンの暗殺者と目されたジョン・ウィルクス・ブースと間違われ、1865年4月のデトロイトで渡し船の船長に銃を突きつけて逃げた。北軍の諜報員はハインズを最も拘束が必要な者と見ていたが、1863年遅くにオハイオ刑務所に収監された期間を除き、捕まえられることはなかった。
戦後、生まれ故郷のケンタッキー州に戻っても安全なことが分かると、家族の大半と共にケンタッキー州ボーリンググリーン に定着した。ハインズは法律実務を始め、それがケンタッキー州控訴裁判所での勤務に繋がり、最後は首席判事になった。その後死ぬまでケンタッキー州フランクフォートで法律実務を行い、南軍諜報活動の秘密の多くは知られぬままとなった。

## 初期の経歴
ハインズは1838年10月8日にケンタッキー州バトラー郡の生まれだったが、ウォーレン郡出身となっており、ウォーレン・W・ハインズとサラ・カーソン・ハインズ夫妻の息子として生まれた。その受けた教育の大半は学校でのものではなかったが、いくらかは公立学校に通った。身長は5フィート9インチ (175 cm)、体重はわずか140ポンド (63.5 kg) しかなかった。そのほっそりとした体型でむしろ親しみやすい外観と表現されており、友人によればその声は「洗練された婦人」の声のようだったということである。ハインズは女性に対して好みがあっただけでなく、音楽や馬も好んだと言われている。
ハインズは1859年に、ケンタッキー州ラグランジュにケンタッキー州フリーメイソンの孤児を教えるためにケンタッキー・グランドロッジが作った学校であるマソニック大学で助教授となった。その小学校の校長を務めたが、戦争の勃発によって、1861年9月に南軍に入隊した。

## 南北戦争

### 戦争初期の経験
ハインズは南軍に入ったが、これはその従兄弟達少なくとも11人と同様だった。当初はアルバート・ジョンストンの部隊に付設する「バックナーのガイド」を率いており、その「冷静さと指導力」を仲間のガイド達が認識した結果だった。1861年11月、中尉に任官された。12月31日、ケンタッキー州ボーラズフェリーにあった北軍前哨基地に対する攻撃任務を率い成功させた。
アメリカ連合国ケンタッキー州政府がボーリンググリーンから逃亡した後、ハインズはケンタッキー以外の場所で戦うことを望まなかったので、ガイドは1862年1月に解隊された。ハインズはバージニア州リッチモンドに行っていたためにシャイローの戦いには参加できなかった。4月、ジョン・ハント・モーガン准将の部隊に加わることにして、5月に第9ケンタッキー騎兵連隊の兵卒として入隊し直した。モーガンはハインズの才能を認識し、6月10日に大尉に任命した。その後、ハインズは愛するケンタッキー州の中で秘密任務にその時間の大半を費やした。市民の服装をし、スパイとして処刑されることを望まなかったので自身への注意を引かないように通常単独で行動した。
ケンタッキー州における多くの襲撃の間にハインズは愛する者に合うための特別の動きをした。しばしばそれはボーリンググリーン近くブラウンズロックにいる子供時代の恋人で将来の花嫁であるナンシー・スプロールを訪れることだった。他の機会にはレキシントンの両親を訪れた。どちらの場所でも北軍のスパイがハインズを捕まえようとしたが、その父が捕まえられ母が病気に寝ていた後ですら捕まることはなかった。

### 1863年

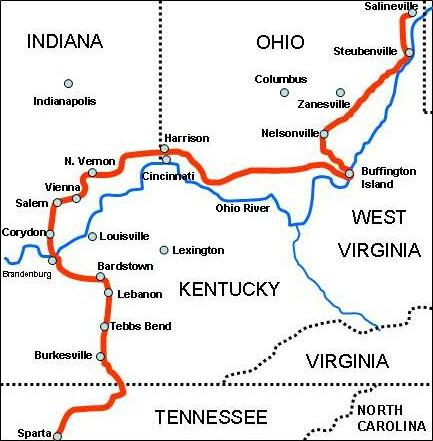
モーガンの襲撃経路

1863年6月、ハインズは軍隊からの脱走者を追跡する北軍部隊の振りをした25名の南軍兵からなるインディアナ州侵入隊を率いた。その目的は7月に計画されるモーガンの侵入時に地元のコパーヘッド（北部の戦争反対者）の支持を得られるかを調べることだった。その任務のための物資を得るために8日間ケンタッキー州を動き回り、6月18日にダービーの村近くでオハイオ川を渡りインディアナ州に入った。ハインズはフレンチリックで、地元のコパーヘッド指導者のウィリアム・A・ボウルズを訪れ、モーガンの襲撃には公式の支援は無いものと理解した。ケンタッキー州に戻る途中で、ハインズとその部隊はバリーンで見破られ、リトルブルー島のレブンワース近くで小競り合いがあった。ハインズは仲間を見捨てて銃火の下をオハイオ川を泳いで逃げるしかなかった。
1週間ケンタッキー州の中を彷徨った後、ブランデンバーグでモーガン将軍と落ち合った。バジル・デューク大佐はその回想録の中で、ハインズがブランデンバーグの川岸に現れた様子を、「かって見た中でも明らかに最も疲れて気の抜けた無害の若者」だったという中傷的なコメントを残した。デューク大佐はモーガン将軍の副官でありながら、ハインズが遂行している諜報活動全てを通常は知らされて居らず、ある者が見ればハインズとデュークは互いを嫌っていると考えたが、これは当たっていなかった。
モーガン将軍の2,000名以上の部隊がオハイオ川を渡るために川舟アリス・ディーンとジョン・T・マコームズを捕獲したのはハインズだった。モーガンはその襲撃を成功させるためにインディアナ州の同調者からの支援に頼っていたので、インディアナ州の南軍同調者の振りをする誰でもに荒々しい態度を取るよう奨励したのはハインズの報告だった。ハインズは襲撃の終わりまでモーガンと共に行動し、最初はジョンソン島、後にコロンバス中心街の直ぐ外側にあるオハイオ刑務所で収監された時も一緒だった。戦時のルールでは、捕虜は軍事収容所に入るものだったが、彼等は民間の刑務所に入れられた。

#### 脱走
ハインズはオハイオ刑務所から逃げ出す道を発見した。小説『レ・ミゼラブル』を読んだことがあり、ジャンヴァルジャンとフランスのパリの地下にある通路を抜けたヴァルジャンの逃亡にアイディアを得たと言われている。ハインズは日光が射すことが無くても下の方の独房が乾燥して感じられ、カビが生えていないことに気付いた。このことでトンネルを掘って逃げることが可能だと考えた。推定していたように独房の下に空気室があることを発見した後に、トンネルを掘る作業を始めた。このトンネルはわずか18インチ (46 cm) の幅しかなく、重い石組みで囲まれた4フィート (1.2 m) x 4フィートの空気室にやっと入ることのできる大きさだった。ハインズとモーガンと共に逃げることになる他の6人がトンネル掘りを行う間、獄吏にトンネルを見つからないように薄い土の板が使われた。トンネル掘りに6週間を使った後で、その出口は監獄の内壁と高さ25フィート (7.6 m)ある外壁の間の石炭集積所近くに出た。脱獄の日の1863年11月26日、モーガンはその独房を弟のリチャード・モーガン大佐と入れ替わった。その日は北軍の新しい軍隊指揮官がコロンバスに来ることになっており、独房がその時に検査されることが分かったので選ばれた。毎日行われた夜中の検査の後で、ハインズ、モーガンおよびモーガン隊に居た5人の大尉が脱獄にトンネルを使った。監獄の歩哨がこのときに起こった激しい嵐を避けていたという事実にも助けられ、南軍の士官達は金属製のフックを使って造作もなく高さ25フィートの壁を越えて逃亡した。 
ハインズは看守のためにメモすら残した。それには「忠実で油断の無い看守N・メリオン殿」とされ、「キャスル・メリオン、独房20号室、1863年11月27日。1863年11月4日開始。1863年11月20日完了。1日当たり労働時間3時間。道具は2つの小さなナイフ。『辛抱強さと苦闘、その成果が実った（ここのみフランス語）』私の栄誉ある6人の南軍兵の命令による」と続けられていた。残されたものは家捜しされ、オハイオ刑務所の別の独房に移された。ハインズやモーガンと共に脱獄した中の2人、ラルフ・シェルドン大尉とサミュエル・テイラー大尉は4日後にケンタッキー州ルイビルで捕まったが、他の3人（ジェイコブ・ベネット大尉、L・D・ホッカースミス大尉およびオーガスタス・マギー大尉）はカナダと南部にうまく逃げおおせた。
ハインズはモーガンを連れて南軍の前線に戻った。最初にコロンバス中心街の鉄道駅に到着し、シンシナティ行きの切符を買った。この2人はシンシナティ駅に入る前に列車から飛び降りた。シンシナティでも捕獲を避け続け、一晩はケンタッキー州バーズタウンのベン・ジョンソンの家に滞在した。テネシー州では、ハインズがモーガンから北軍の注意を逸らし、ハインズ自身は再度捕まって絞首刑による死の宣告を受けた。ハインズはその夜見張りをしていた兵士と話をして、機会を捉えて兵士を抑え、逃げ出した。数日後にもハインズを絞首刑にしようとした北軍兵から再度逃げた。

### 北西部陰謀
ハインズは1864年1月に逃亡したときにアメリカ連合国首都バージニア州リッチモンドまで行った。そこでアメリカ連合国大統領ジェファーソン・デイヴィスを説得し、捕虜を逃がし、北部の大都市で火災を起こして、北部州の大衆に恐慌を来させる案を受け入れさせた。デイヴィスはハインズの案に動かされ、支援を行うことに同意した。デイヴィスは国務長官のジュダ・ベンジャミンと陸軍長官のジェイムズ・セドンにその計画を伝えるよう勧めた。両人も計画に同意しハインズに実行を奨励したが、デイヴィス、ベンジャミンおよびセドンが唯一躊躇ったことはイギリスやフランスがハインズの行動をどう思うかを含め、世論に与える影響力だった。
ハインズはカナダから北部に入るのが容易だと考え、冬の間にカナダに移動した。1864年秋にカナダから北西陰謀を指導した。ベンジャミン・アンダーソン大佐が南軍の他の兵士達と共に計画に加わった。ハインズとその部隊はイリノイ州シカゴのキャンプ・ダグラスで捕らわれている南軍の捕虜を解放できることが期待されていた。
ハインズは1864年8月25日にオンタリオ州トロントから60名の部隊を率いて出発した。その年は民主党全国大会がシカゴで開催されており、その時にシカゴに到着した。コパーヘッド達は5万人のコパーヘッドがその大会のために集まるのでその時まで待つようハインズに伝えた。しかし、コパーヘッドがハインズ達を援助することを躊躇するのを見て、連邦当局が明らかに計画を知っているとも思われたのでハインズ達は8月30日にシカゴから逃げ出した。ハインズ隊の多くの者はアンダーソンが二重スパイかもしれないと考えており、アンダーソンを集団から去らせた。1864年アメリカ合衆国大統領選挙の間にキャンプ・ダグラスから南軍捕虜を逃がす2度目の試みが起きたが、この計画もうまく行かなかった。
同じ年にハインズは、カナダに逃げていたモーガンの襲撃の元隊員を徴募することで南軍捕虜を逃がす試みをした。これにはカナダ生まれでモーガン隊の通信士ジョージ・"ライトニング"・エルスワースが含まれていた。ハインズがシカゴにいた最後の日に北軍兵による隠れ家捜索で発見されることを避けるために、隠れ家の主婦が精神錯乱で寝ているマットレスの中に這い込んで逃れた。兵士達は家の玄関前に門衛を置いた。翌日は雨が降っていたので、病気の主婦を訪れる訪問客があった。兵士達は傘のうちの顔を一度も見なかったので、これを利用してハインズは家を出てシカゴを離れた。

### 戦争の終盤
1864年10月、ハインズは北軍兵が自分を捜索していたインディアナ州を密かに横切って、再度シンシナティに行った。このときは匿ってくれた友人の助けもあり、漆喰や赤煉瓦で分かりにくくなっている古い納戸に身を潜め、家宅捜索した北軍兵による発見を免れた。そこでハインズは愛するナンシー・スプロールがオハイオの修道院にいることを知った。ハインズはそこから彼女を連れ出すことに決め、11月10日、ケンタッキー州コビントンのセントメアリーズ・カトリック教会で結婚した。ただし、彼女の父は、ハインズの戦時活動故に戦争が終わるまで結婚を延ばすことを望んでいた。新婚の2人はケンタッキー州で1週間の新婚旅行を行い、その後ハインズはカナダでの隠密活動に戻った。
エイブラハム・リンカーン大統領が暗殺されてから2日後の1865年4月16日、ミシガン州デトロイトにいたハインズはこの時リンカーン暗殺容疑で大規模捜索の対象になっていたジョン・ウィルクス・ブースと間違えられた。危険な状態になったことを察知したハインズは幾つかの塀を越えデトロイトの桟橋まで行った。そこで渡し船から乗客が降りるのを待ち、船長に銃を突きつけて、デトロイト川を渡りカナダまで連れて行くよう要求した。カナダに到着したとき、ハインズは船長に謝り5ドルを渡した。このハインズの行動で、ブースがカナダに逃亡したという噂が流れた。

## 戦後
ハインズはデトロイトからの逃亡後、数人の元南軍兵が済んでいるトロントに行った。アメリカ合衆国に戻ることを期待していなかったので、妻のナンシーを呼び寄せた。トロントに居る間に、元アメリカ合衆国副大統領で、元南軍将軍だったジョン・ブレッキンリッジと共に法律を学んだ。アメリカ合衆国大統領アンドリュー・ジョンソンが元南軍兵の大半に恩赦を宣言した後は、1865年7月20日にデトロイトに戻って、アメリカ合衆国に対する忠誠書に署名した。しかし、ケンタッキー州の北軍当局がハインズを恩赦の対象外にしていることを知り、1866年5月までカナダに留まった。
ケンタッキー州に先に妻を送り、そこで最初の子供が生まれた後で、ハインズはテネシー州メンフィスに住み始め、1866年6月12日に法廷弁護士試験に大きな名誉と共に通った。メンフィスに留まっている間に『デイリー・アピール』紙の編集も行った。ハインズは1867年に家族の多くが住むケンタッキー州ボーリンググリーンに移転し、そこで法律実務を始めた。バジル・デュークがハインズを赤十字の兵士達で大佐に指名した。ハインズは後にケンタッキー州ウォーレン郡の判事になった。
ハインズは1878年にケンタッキー州控訴裁判所判事に選出され1886年まで務めた。1884年から1886年は首席判事になった。ハインズは「群を抜いてあらゆる法的な偏見が無かった」と言われた。1879年3月26日、ハインズは仲間の判事ジョン・ミルトン・エリオットと共にケンタッキー州議会議事堂を立ち去るときに、ヘンリー郡出身の判事トマス・ビュフォード大佐によるエリオット暗殺の目撃者になった。ビュフォードは故人となった姉妹の財産紛争で有利な判決を下さなかったエリオットのことを怒り、ハインズが振り向いてエリオットから離れた後で、12発の散弾が填められた双筒式散弾銃でエリオットを撃った。事件を捜査に来た副保安官にビュフォードが逮捕された時に、ハインズはその身体検査を行った。
ハインズはケンタッキー州控訴裁判所判事を務めた後、フランクフォートで法律実務に戻った。1886年、バジル・デュークの『サザン・ビバーク』誌のために北西陰謀を議論する4つの記事を書いた。この雑誌は「南部の失われた大義」の記念に捧げられたが、同様な南部の雑誌よりも敵対的ではなかったので、他よりも北部で多数の読者を得た。記事の最初のものは1886年12月号に載せられた。しかし、ハインズはミシシッピ州の元アメリカ連合国大統領ジェファーソン・デイヴィスにその家で相談した後、陰謀を援助した北部人の誰も実名を出さなかった。ハインズは最初の記事を書いた後で、新聞の査察者（特にルイビル・タイムズ）と南部読者の双方から参加者全てについて公表していないことを攻撃され、北西陰謀に関する証言を出版することを控えるようになった。
ハインズは1898年にフランクフォートで死に、ボーリンググリーンのフェアビュー墓地のハインズ家の一連の小区画に葬られた。ハインズ家の小区画の中には、2代離れた又従兄弟で旅行者用レストランの格付けを始めたダンカン・ハインズの墓所もある。

## 誤解
ハインズの行為に関する歴史銘板にたまたま誤った情報が記された。この歴史銘板はインディアナ州ダービー近郷にインディアナ州歴史協会が置いたものであり、ハインズが1862年にインディアナ州に侵入したと記してこれを記念するものだったが、事実は1863年のことだった。さらにボーリンググリーンのフェアビュー墓地にはボーリンググリーン南軍記念碑による銘板があり、ハインズが1876年の竣工式に行く前に死んだとされているが、実際には1898年に死に、数百フィート離れたところに埋葬されている。